# Luís Augusto Leitão
Luís Augusto Leitão ComC • ComA • ComSE (Leiria, Leiria, 31 de Dezembro de 1857 - Lisboa, 2 de Agosto de 1945) foi um militar, engenheiro militar e professor português.

## Biografia
Assentou Praça, como voluntário, no Regimento de Cavalaria N.º 4, a 17 de Setembro de 1875. Concluiu o curso de Cavalaria em 1877, na Escola do Exército, tendo sido, anteriormente, Primeiro-Sargento graduado a Aspirante a Oficial. Foi promovido a Alferes a 29 de Dezembro de 1877.
Como tivesse os preparatórios para a Arma de Engenharia, ingressou no curso daquela Arma na Escola do Exército, que concluiu em 1887. Entretanto, a 18 de Março de 1885, foi promovido a Tenente, sendo colocado no Quadro da Arma de Engenharia a 4 de Janeiro de 1888. Passou ao Estado-Maior da Arma de Engenharia a 1 de Abril de 1892.
A 29 de Janeiro de 1896 foi nomeado, provisoriamente, Regente de Estudos no Real Colégio Militar. A 8 de Novembro de 1900 era Capitão e, a 3 de Setembro de 1905, foi nomeado Professor Proprietário do 5.º Grupo do Real Colégio Militar.
Promovido a Major a 29 de Junho de 1911, a Tenente-Coronel a 16 de Novembro de 1915 e a Coronel a 13 de Agosto de 1917, passou à reserva a 15 de Junho de 1918 para ser, de novo, reintegrado no ativo a 21 de Junho de 1919 e reformado, por atingir o limite de idade, a 28 de Janeiro de 1928.
Dedicou o melhor da sua vida de militar à Arma de Engenharia. Exerceu o cargo de Inspector da Inspeção-Geral das Obras de Fortificação do Campo Entrincheirado e doutras obras militares. Foi encarregado, também, de elaborar o projeto para a instalação dum Colégio Militar no Porto. Mas onde a sua ação se fez sentir mais foi no Colégio Militar, onde exerceu, durante muitos anos, o Magistério. Ainda em Outubro de 1944, recebeu uma homenagem naquele estabelecimento de ensino, onde foi descerrado o seu retrato.
Foi Diretor da Companhia de Seguros "A Nacional".
Foi feito Comendador da Ordem Militar de Avis, da Ordem Militar de Cristo e da Ordem Militar de Sant'Iago da Espada a 28 de Junho de 1919.